# Bambusa oldhamii
Bambusa oldhamii ist eine Bambus-Art aus der Gattung Bambusa innerhalb der Familie der Süßgräser (Poaceae).

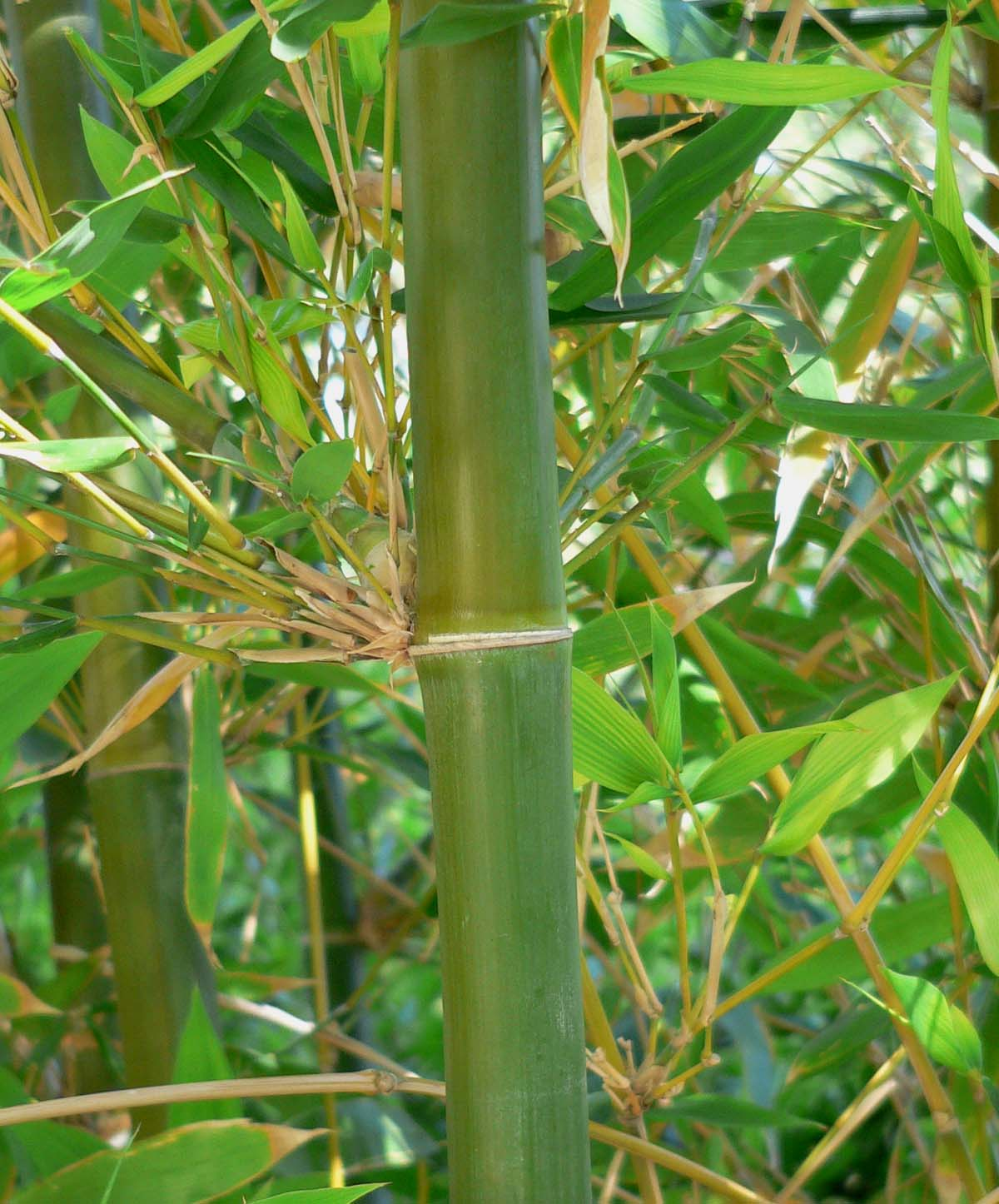
Knoten

## Beschreibung
Bambusa oldhamii erreicht Höhen von 6 bis 12 Metern. Die Halme haben Durchmesser von 3 bis 9 Zentimeter, sind grün, im Alter gelblich bis gelb und sehr stabil. Die Internodien werden 20 bis 35 Zentimeter lang und haben eine Wandstärke von 4 bis 12 Millimeter. Die Knoten sind schmal und ab der mittleren Halmhöhe Ausgangspunkt zahlreicher Zweige, wovon drei meist stärker ausgebildet sind. Die Halmscheiden sind dunkelbraun, ledrig und fallen früh ab. Sie sind anfangs behaart, später kahl. Die Blattöhrchen sind klein, abgerundet und bewimpert. Das Blatthäutchen wird etwa 1 Millimeter lang. Die Halmblattspreite ist aufrecht und an der Basis nur etwa halb so breit wie die Blattscheide. Die Laubblattscheiden sind anfangs rau, leicht borstig geöhrt mit einem Blatthäutchen von etwa 1 Millimeter Länge. Die Laubblattspreiten werden 15 bis 30 Zentimeter lang und 3 bis 6 Zentimeter breit und sind länglich lanzettlich. Die Ährchen sind 2,7 bis 3 Zentimeter lang und 0,7 bis 1 Zentimeter breit und haben drei bis fünf Tragblätter und fünf bis neun Blütchen. Die Hüllspelze wird 0,9 bis 1 Zentimeter lang und etwa 0,8 Millimeter breit. Die Deckspelze ähnelt der Hüllspelze ist eiförmig, 1,7 Zentimeter lang und 1,3 Zentimeter breit. Die Vorspelze wird 1,3 Millimeter lang. Es werden je Blütchen drei Schwellkörper von 3,5 Millimetern gebildet. Die Staubbeutel sind 8 Millimeter lang, die Fruchtknoten sind oval und etwa 2 Millimeter lang. Der Griffel wird 5 Millimeter lang und hat drei Narben.
Neue Sprosse erscheinen von Mai bis November, Blüten erscheinen von Sommer bis Herbst.

## Vorkommen
Bambusa oldhamii ist im südlichen China in den tropischen Ebenen von Fujian, Guangxi, Hainan heimisch und wurde früh auf Taiwan eingeführt. Dort wird die Art wegen der essbaren Sprossen häufig angebaut.

## Taxonomie
Bambusa oldhamii wurde 1868 von William Munro in Transactions of the Linnean Society of London Band 26 Teil 1, Seite 109 erstbeschrieben. Das Epitheton ehrt den irischen Geologen, der die Pflanze zuerst in Taiwan sammelte, Thomas Oldham (1816–1878).